# プリー
座標: 北緯19度49分 東経85度50分 / 北緯19.81度 東経85.83度
プリー（オリヤー語: ପୁରୀ、英語:Puri）は、インドのオリッサ州の都市である。州都のブヴァネーシュヴァルから南60kmにあり、ベンガル湾を臨む町である。
ジャガンナートを祀るジャガンナート寺院が有名である。
プーリ、プーリーとも表記される。